# Lausanner Bewegung
Die Lausanner Bewegung, so genannt nach dem Internationalen Kongress für Weltevangelisation 1974 in Lausanne, ist eine überkonfessionelle evangelikale Bewegung mit dem Ziel, Kirchen, Konfessionen, Organisationen, Netzwerke und Einzelne zu mehr Engagement bei der Evangelisation der Welt zu bewegen. Der deutsche Zweig der Bewegung wird vertreten durch den Verein Koalition für Evangelisation in Deutschland e. V. Die von der Gemeinschaft herausgegebenen Dokumente werden als Grundkonsens der evangelikalen Bewegung angesehen.

## Geschichte
Der Beginn der Lausanner Bewegung war 1974, als in Lausanne vom 16. bis 25. Juli unter der Führung von Billy Graham 2700 evangelikale Führer und Delegierte aus 150 Ländern unter dem Motto Alle Welt soll sein Wort hören zusammenkamen und sich auf die Verpflichtung von Lausanne festlegten. Sie umfasst fünfzehn Themenbereiche, gilt als eines der wichtigsten Dokumente der evangelikalen Bewegung und ist bis heute das Glaubensbekenntnis vieler evangelikaler Gruppierungen. Eine führende und prägende Rolle in den Anfängen, bei den Vorbereitungen und bei den Vorträgen spielte auch der deutsche Missionswissenschaftler und Mitbegründer Peter Beyerhaus.
Ein weiterer Meilenstein war die Lausanne-II-Konferenz, die 1989 in Manila stattfand. Nicht nur die Zahl der Teilnehmer hatte sich auf 4300 vergrößert, auch das Spektrum hatte sich erweitert: Neu waren auch Teilnehmer aus Osteuropa dabei, und es waren wesentlich mehr Frauen, Laien und jüngere Leute dabei. Die Konferenz verabschiedete das Manifest von Manila, das auf der Verpflichtung von Lausanne aufbaute und neben Evangelisation auch soziale Verpflichtung von Christen einschloss.
Ein weiteres wichtiges Treffen war das 2004 Forum in Pattaya, Thailand dem ein mehrmonatiger Ideenaustausch in kleineren Teams vorausging.
In den folgenden Jahren wurden bei kleineren Treffen zahlreiche weitere Dokumente herausgegeben zu Themen wie Evangelium und Kultur, Evangelisation und soziale Verantwortung und einfacher Lebensstil.
Vom 16. bis 25. Oktober 2010 fand in Kapstadt, Südafrika der 3. Internationale Kongress für Weltevangelisation statt. Er wurde in Zusammenarbeit mit der Weltweiten Evangelischen Allianz durchgeführt. Die Teilnehmer verabschiedeten mit der Kapstadt-Verpflichtung ein Dokument in der Tradition der Lausanner Verpflichtung, das sowohl Glaubensbekenntnis als auch Handlungsaufforderung ist.
Vom 22. bis 28. September 2024 fand in Seoul−Incheon, Südkorea, der vierte Lausanner Weltkongress (englisch: The Fourth Lausanne Congress) statt, an dem gut 5000 Personen aus 202 Ländern teilnahmen, wovon 80 Personen aus Deutschland und 31 aus der Schweiz kamen. Er stand unter dem Motto: Die Kirche soll gemeinsam Christus bekannt und sichtbar machen (englisch: Let the church declare and display Christ together) Am Schluss wurde die Seoul-Erklärung (englisch: The Seoul Statement) mit sieben Kapitel und 97 Paragraphen verabschiedet. Der Erklärung war ein 500-seitiges Papier Statement of the Great Commission Report (SOGCR) vorangegangen, bei dem 150 Personen beteiligt waren, wobei der Anteil der Frauen bereits 40 Prozent und der Anteil der westlichen Christen nur noch 25 Prozent betrug.

## Koalition für Evangelisation in Deutschland
Die Koalition für Evangelisation in Deutschland (bis 2002 unter dem Namen Lausanner Bewegung in Deutschland) ist der deutsche Zweig der internationalen Lausanner Bewegung, der seit September 2015 als eingetragener Verein organisiert ist.
Der deutsche Zweig arbeitet insbesondere mit der Arbeitsgemeinschaft Missionarische Dienste der EKD und der Deutschen Evangelischen Allianz zusammen.
Die Koalition für Evangelisation in Deutschland wurde zwischen 2011 und 2017 von den Vorsitzenden Erhard Berneburg, Generalsekretär der Arbeitsgemeinschaft für Missionarische Dienste in der EKD und Hartmut Steeb, Generalsekretär der Deutschen Evangelischen Allianz geleitet, deren Aufgabe es war, den im März 2017 stattgefundenen Kongress zur Evangelisation „Dynamissio“ durchzuführen. Seit Januar 2018 ist Roland Werner der neue Leiter. Ehrenvorsitzender war der Gründungsvorsitzende Horst Marquardt, der von 1986 bis 1999 den Vorsitz hatte.